# BSC Freiberg
Der Bergstädtische SC Freiberg ist ein deutscher Sportverein aus Freiberg im Landkreis Mittelsachsen. Die Fußballabteilung steht in der Tradition der SG Union Freiberg sowie der BSG Geologie Freiberg. Heimstätte ist der Platz der Einheit. Im Verein werden neben Fußball als weitere Sportarten noch Judo, Kegeln, Tischtennis, Volleyball, Gesundheitssport, Dart und Football angeboten.

## Sektion Fußball

Historisches Logo der BSG Geologie Freiberg

Der erste Freiberger Fußballverein waren vor bzw. nach dem Krieg die Sportfreunde 04 Freiberg, die sogar in der höchsten Landesklasse – der Gauliga Ostsachsen – spielten (1a Klasse Gau-Ostsachsen). 1949 wurde die SG Einheit Freiberg gegründet. 1950 Angliederung der Fußballabteilung SG Einheit Freiberg an den inzwischen gegründeten SG Bergstadt Freiberg. 1952 gründete sich die HSG Wissenschaft Freiberg und wurde in die Bezirksklasse eingestuft. Bis 1952 war der Freiberger Fußball dem Bezirk Dresden, ab 1952 dem Bezirk Chemnitz (Karl-Marx-Stadt) zugeordnet. Der BSC Freiberg entstand nach 1945 kurzzeitig unter der Bezeichnung Union Freiberg. 1952 wurde Freiberg in die Sportvereinigung Wissenschaft eingegliedert. Die SG vollzog eine Umbenennung in HSG Wissenschaft Freiberg, als Trägerbetrieb fungierte die heutige Technische Universität Bergakademie Freiberg.
Auf sportlicher Ebene agierte Freiberg 1948/49 für eine Spielzeit in der Landesliga Sachsen (SBZ), welche mit dem vierten Rang abgeschlossen wurde. 1959 gelang gemeinsam mit Wismut Stollberg der erstmalige Aufstieg zur Bezirksliga Karl-Marx-Stadt, die mit kurzen Unterbrechungen bis 1989 gehalten wurde. Freiberg scheiterte am möglichen Aufstieg zur DDR-Liga mit drei Vizemeisterschaften an Motor West Karl-Marx-Stadt, FC Karl-Marx-Stadt II sowie Fortschritt Krumhermersdorf nur knapp. 1963 gewann Wissenschaft Freiberg gegen Aufbau Aue-Bernsbach den Karl-Marx-Städter Bezirkspokal und qualifizierte sich für den FDGB-Pokal 1963/64, in dem die HSG in der 2. Hauptrunde der BSG Stahl Riesa unterlag.
1967 fusionierte die HSG Wissenschaft mit Turbine Freiberg zur SG Union Freiberg. Ab 1981 folgte eine Namensänderung in BSG Geologie Freiberg. Mit der Wende zog die BSG Geologie ihre Mannschaft aus der Bezirksliga zurück, der Verein wurde erneut in SV Bergstadt Freiberg umbenannt. 1995 fusionierte der SV Bergstadt mit dem PSV Freiberg zum BSC Freiberg. Sportlich hielt sich der Verein zum Großteil im Chemnitzer Bezirksligabereich auf. 2007 gelang ohne eine Niederlage der Aufstieg zur Fußball-Landesliga Sachsen (damals 5. Liga), aus der Freiberg 2009 als abgeschlagener Tabellenletzter wieder abstieg. Nach einem dreijährigen Zwischenspiel in der Landesliga (2014–2017) spielt der BSC seitdem wieder in der Landesklasse (7. Liga). Obwohl der Verein in der Saison 2018/19 Meister in der Landesklasse Mitte wurde, verzichtete der Vereinsvorstand auf eine Meldung zur Landesliga Sachsen, da man den Kader für nicht landesligatauglich befand. Der bisherige Zuschauerrekord wurde am 12. Oktober 2014 beim Sachsenpokal-Achtelfinalspiel gegen Dynamo Dresden mit 3871 Zuschauern erreicht. 
2001 und 2002 konnte jeweils der damalige Bezirkspokal Chemnitz errungen werden.

## Statistik
- Teilnahme Landesliga Sachsen (SBZ): 1948/49
- Teilnahme Bezirksliga Karl-Marx-Stadt: 1959 bis 1978/79, 1982/83 bis 1988/89
- Teilnahme FDGB-Pokal: 1963/64 (2. HR gegen Fortschritt Greiz (Q), Vorwärts Leipzig und Stahl Riesa)

## Ehemalige Spieler
- Reno Achenbach
- Andreas Müller
- Philipp Pentke
- Jan Seifert
- Sixten Veit

## Ehemalige Trainer
- Dieter Riedel